# Dagmar Neubauer
Dagmar Rübsam-Neubauer (Suhl, 3 giugno 1962) è un'ex velocista tedesca, specializzata nei 400 metri piani.
In carriera è stata campionessa sia mondiale che europea della staffetta 4×400 metri.

## Record nazionali

### Seniores
- Staffetta 4×400 metri: 3'15"92 ( Erfurt, 3 giugno 1984) (Gesine Walther, Sabine Busch, Dagmar Neubauer, Marita Koch)

## Palmarès
| Anno | Manifestazione  | Sede     | Evento      | Risultato  | Prestazione | Note                  |
| ---- | --------------- | -------- | ----------- | ---------- | ----------- | --------------------- |
| 1982 | Europei indoor  | Milano   | 400 m piani | Argento    | 51"18       |                       |
| 1982 | Europei         | Atene    | 4×400 m     | Oro        | 3'19"05     | Record mondiale       |
| 1983 | Mondiali        | Helsinki | 400 m piani | 7ª         | 50"48       |                       |
| 1983 | Mondiali        | Helsinki | 4×400 m     | Oro        | 3'19"73     |                       |
| 1985 | Europei indoor  | Il Pireo | 400 m piani | Argento    | 51"40       |                       |
| 1987 | Mondiali        | Roma     | 400 m piani | Semifinale | 52"15       |                       |
| 1987 | Mondiali        | Roma     | 4×400 m     | Oro        | 3'18"63     | Record dei campionati |
| 1988 | Europei indoor  | Budapest | 400 m piani | Bronzo     | 51"57       |                       |
| 1988 | Giochi olimpici | Seul     | 400 m piani | Semifinale | 50"92       |                       |
| 1988 | Giochi olimpici | Seul     | 4×400 m     | Bronzo     | 3'18"29     |                       |

## Altre competizioni internazionali
1981
- Coppa Europa di atletica leggera ( Zagabria)

1983
- Coppa Europa di atletica leggera ( Londra)